# 189035 Michaelsummers
189035 Michaelsummers è un asteroide della fascia principale. Scoperto nel 2000, presenta un'orbita caratterizzata da un semiasse maggiore pari a 3,1765681 au e da un'eccentricità di 0,1952895, inclinata di 26,73678° rispetto all'eclittica.